# Frisiavons

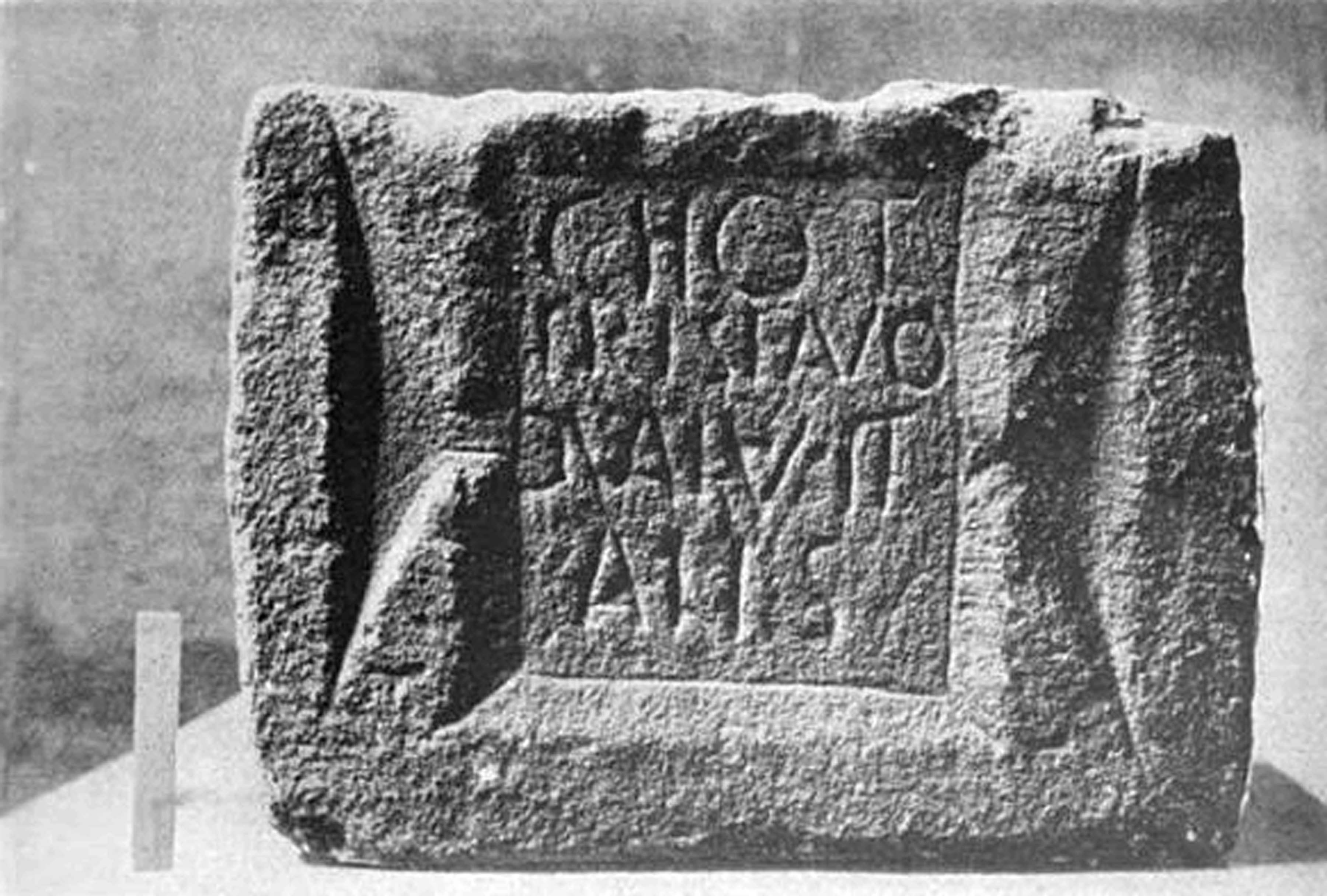
Inscription trouvée au château de Melandra, un fort romain du Derbyshire

Les Frisiavons sont un ancien peuple aux confins de la Germanie inférieure en Zélande, autour de Colijnsplaat et autour de la presqu'île de Walcheren dans l'Helinium, estuaire flou à l'époque des Romains, de l'Escaut de la Meuse et du Rhin.

## Topographie
L'étymologie est le proto-germanique *frīsō « plat » probablement par allusion à la plaine littorale de la mer du Nord. Les Frisavons sont cités par Pline qui les place entre Helinium (estuaire commun du Rhin, de l'Escaut et de la Meuse) et Flevum, aujourd'hui Velsen, situé au nord du Vieux Rhin. La plupart de leurs terres sont inondées en raison de l'enfoncement des sols et l'élévation du niveau de la mer, ne laissant que des îlots témoins.
Les Frisiavons formaient peut-être l'une des quatre civitas julio-claudiennes et s'ils ne constituaient pas une civitas, ils étaient probablement un pagus de l'un des municipium de Germanie inférieure. La capitale de la civitas frisavionum semble avoir eu pour nom Ganuenta.
Ce peuple semble avoir été dans les tribus auxiliaires romaines puisqu'il est cité quatre cohortes de Frisiavones .
En 1970, on récupère dans l'Oosterschelde, l'Escaut oriental, qui devait être le cours principal à l'époque romaine, une centaine d'autels dont 64 portent des inscriptions d'un sanctuaire de Nehalennia datant vraisemblablement de la fin du IIe siècle. Aucune trace des bâtiments n'est encore relevée, étant donné que les vestiges doivent être dans le lit des fleuves. Les berges, dès la fin de l'Antiquité, ont été érodées par les mouvements maritimes et climatiques qui déterminent la formation des rives de Zélande.